# Zaogrodzie (Międzyleś)
Zaogrodzie – część wsi Międzyleś w Polsce, położona w województwie lubelskim, w powiecie bialskim, w gminie Tuczna.
W latach 1975–1998 Zaogrodzie administracyjnie należało do województwa bialskopodlaskiego.